# Charles Garnier (jésuite)
Pour les articles homonymes, voir Charles Garnier et Garnier.
Saint Charles Garnier, né en 1606 à Paris et mort le 7 décembre 1649 à Etharita au pays des Pétuns, est un prêtre jésuite français et missionnaire en Nouvelle-France où il est mort pour la foi (martyr). Canonisé le 29 juin 1930, il est liturgiquement commémoré le 7 décembre, et avec les autres martyrs canadiens le 19 octobre et le 26 septembre au Canada.

## Biographie
Charles Garnier est le second fils de Jean Garnier, un conseiller du roi Henri III, et d'Anne de Garault. Il étudie au collège de Clermont, à Paris et est ordonné prêtre en 1635. Son désir de partir comme missionnaire en Nouvelle-France rencontre d'abord l'opposition de son père. Cette permission lui est par la suite accordée. Il arrive à Québec le 11 juin 1636, par le même vaisseau que le gouverneur de Montmagny.
Arrivé dans la baie Georgienne, il est surnommé Ouracha par les Hurons, car sa venue coïncide avec la fin d'une longue période de sécheresse. Très proche de son confrère Jean de Brébeuf, il en est également fort différent: il est surnommé l'agneau de la mission alors que Brébeuf était appelé le lion.  
Il est tué par des Iroquois le 7 décembre 1649 alors que la Huronie est en cours de destruction. Frappé par balles sur la poitrine et l'abdomen, son dernier geste fut d'absoudre un Indien qui mourait auprès de lui, après quoi il reçut un coup de tomahawk sur la tête.
Il avait grande dévotion pour la Vierge Marie et son martyre a lieu la veille de la fête de l'Immaculée conception (8 décembre). Les lettres qu'il écrivit à son frère, un frère carme, révèlent sa sainteté.

## Canonisation
Paul Ragueneau atteste son sacrifice et son esprit héroïque. L'historien Francis Parkman compare sa vie à celle de Pierre Claver, qui s'est sacrifié pour les esclaves africains de la Colombie.
Il est béatifié en 1925 par Pie XI, qui le canonise le 29 juin 1930  avec ses sept confrères martyrs.

## Relique
Des reliques de Charles Garnier ont été déposées à la basilique-cathédrale Notre-Dame de Québec, à la chapelle du Grand Séminaire de Montréal, à la chapelle de la maison-mère des Sœurs de Notre-Dame du Saint-Rosaire de Rimouski et à la Tour des martyrs de Saint-Célestin, entre autres lieux. Quelques-uns de ses os se trouvent aussi dans la crypte du collège de l'Assomption, où un autel lui est dédié.

## Reconnaissance publique
La municipalité de Saint-Charles-Garnier est nommée en son honneur, tout comme les paroisses Saint-Charles-Garnier de Sillery, de Sault-au-Récollet, le parc Saint-Charles-Garnier à Sherbrooke , le collège Saint-Charles-Garnier, ainsi que les rues Garnier de Québec et du cartier Ahuntsic à Montréal.